# Octavio Araneda
Octavio Andrés Araneda Osés es un ingeniero civil chileno, que desde septiembre de 2019 y hasta agosto de 2022 se desempeñó como presidente ejecutivo de la estatal Corporación Nacional del Cobre (Codelco), la mayor empresa productora de ese metal a nivel global.

## Estudios
Realizó sus estudios superiores en la carrera de ingeniería civil en minas en la Universidad de Chile, cursando luego un magíster en metalurgia extractiva, en la misma casa de estudios. Asimismo, efectuó un máster en economía de minerales en la Curtin University of Technology, Australia.

## Carrera profesional
En diciembre de 1986 ingresó a trabajar en la «División El Teniente» de la estatal Codelco. En el transcurso de los años al interior de la empresa se desempeñó como gerente de diferentes áreas y como vicepresidente de Operaciones Norte y Sur, este último cargo desde diciembre de 2012.
Paralelamente, ha sido profesor en el Departamento de Ingeniería en Minas de la Universidad de Chile.
En agosto de 2020 tras un largo proceso fue designado de manera unánime por el directorio de Codelco, como presidente ejecutivo de la firma cuprifera, asumiendo de forma oficial el 1 de septiembre de ese año, en reemplazo de Nelson Pizarro Contador.